# 1963 في الكويت

## المناصب
- أمير الدولة : عبد الله السالم الصباح
- رئيس الوزراء: عبد الله السالم الصباح (حتى 2 فبراير) صباح السالم الصباح (منذ 2 فبراير)

## أحداث
- إقامة أول انتخابات مجلس الأمة؛ وهي انتخابات مجلس الأمة الكويتي 1963.

## مواليد
- خالد عبد الجليل - محامي ومقدم برامج.
- سمير سعيد - لاعب كرة قدم.
- أحمد فهد الأحمد الصباح - رئيس الاتحاد الكويتي لكرة القدم.
- صلاح الحساوي - لاعب كرة قدم.
- سعد كميل - حكم كرة قدم دولي.

## وفيات
- صقر الشبيب - شاعر.